# Municipio de College (Ohio)
El municipio de College (en inglés: College Township) es un municipio ubicado en el condado de Knox en el estado estadounidense de Ohio. En el año 2010 tenía una población de 2731 habitantes y una densidad poblacional de 164,6 personas por km².

## Geografía
El municipio de College se encuentra ubicado en las coordenadas 40°22′17″N 82°23′42″O / 40.37139, -82.39500. Según la Oficina del Censo de los Estados Unidos, el municipio tiene una superficie total de 16.59 km², de la cual 16,29 km² corresponden a tierra firme y (1,83 %) 0,3 km² es agua.

## Demografía
Según el censo de 2010, había 2731 personas residiendo en el municipio de College. La densidad de población era de 164,6 hab./km². De los 2731 habitantes, el municipio de College estaba compuesto por el 91,32 % blancos, el 2,71 % eran afroamericanos, el 0,18 % eran amerindios, el 1,72 % eran asiáticos, el 0,73 % eran de otras razas y el 3,33 % eran de una mezcla de razas. Del total de la población el 2,56 % eran hispanos o latinos de cualquier raza.